# Jamie Arnold
Jamie Arnold (Detroit, 10 marzo 1975) è un ex cestista statunitense con cittadinanza israeliana che giocava come ala grande.

## Carriera

### Club
Alto 203 cm per 104 kg di peso, dopo aver terminato la carriera universitaria a Wichita State, con 15,1 punti e 9,1 rimbalzi nell'ultimo anno, nella stagione 1997-1998 ha iniziato la sua avventura in Europa, in Belgio con l'Houthalen, chiudendo con 21,1 punti e 11,3 rimbalzi di media gara.
Tra 1998-99 e 1999-2000 ha invece giocato in Israele, nelle file del Hapoel Galil Elyon, realizzando 19,7 punti di media e vince la classifica dei rimbalzisti del campionato israeliano con uno score di 9,6 a gara. Nel 2000-2001 è all'Evreux in Francia, e chiude con 20 punti e 11,3 rimbalzi di media. Disputa la seconda parte della stagione 2001-02 a Cipro, nel Keravnos Nicosia, per recuperare da un infortunio; passa poi al Krka Novo mesto, squadra slovena con cui vince il campionato nazionale 2002-03.
Per la stagione 2003-04 passa alla Joventut Badalona, dove milita due stagioni, disputando in entrambe le stagioni la Coppa ULEB e giocando una finale di Coppa di Spagna. Nell'estate del 2005 viene messo sotto contratto dal Maccabi Tel Aviv, con cui vince due campionati israeliani consecutivi e con cui disputa la finale di Eurolega (persa 73-69) a Praga contro il CSKA Mosca.
Nella stagione 2007-08 ha vestito la maglia dell'Hapoel Gerusalemme, con cui ha disputato e vinto la finale della Coppa Nazionale contro i suoi ex compagni del Maccabi, aggiudicandosi anche il titolo di MVP. In Coppa ULEB ha totalizzato inoltre medie di 19,1 punti, 6,4 rimbalzi e 24,5 di valutazione.
Nell'estate 2008 si trasferisce nella Serie A italiana, tra le file della Virtus Bologna, salvo essere tagliato qualche mese dopo.

## Palmarès
- Campionato israeliano: 2

Maccabi Tel Aviv: 2005-06, 2006-07
- Coppa di Israele: 2

Maccabi Tel Aviv: 2005-06
Hapoel Gerusalemme: 2007-08